# Cheiracanthium tagorei
Cheiracanthium tagorei is een spinnensoort uit de familie Cheiracanthiidae.
De wetenschappelijke naam van de soort werd in 2003 gepubliceerd door Vivekanand Biswas & Dinendra Raychaudhuri.